# La Lettre écarlate (film, 1934)
Pour les articles homonymes, voir La Lettre écarlate.
Pour plus de détails, voir Fiche technique et Distribution.
La Lettre écarlate (The Scarlet Letter) est un film américain réalisé par Robert G. Vignola et sorti en 1934. Son scénario est inspiré du roman de 1850 de Nathaniel Hawthorne qui porte le même nom. 

## Synopsis
Hester Prynne a un enfant né hors mariage et refuse de nommer le père, qui est un citoyen respecté. Pour cela, elle est condamnée à porter la lettre rouge A (pour adultère). Son mari est porté disparu depuis longtemps et présumé mort. Lorsque ce dernier revient finalement, il trouve sa femme avec l'enfant d'un autre homme. Il entreprend de les torturer. Enfin, le père se révèle, avec une lettre "A" gravée dans sa poitrine et meurt après cela.

## Fiche technique
- Titre original : The Scarlet Letter
- Réalisation : Robert G. Vignola
- Scénario : Leonard Fields, David Silverstein d'après The Scarlet Letter de Nathaniel Hawthorne[1]
- Producteur : Larry Darmour
- Photographie : James S. Brown Jr.
- Musique : Abe Meyer
- Montage : Charles Harris
- Durée : 69 minutes
- Date de sortie :
  - USA : 18 septembre 1934

## Distribution
- Colleen Moore : Hester Prynne
- Hardie Albright : Arthur Dimmesdale
- Henry B. Walthall : Roger Chillingworth
- Cora Sue Collins : Pearl
- Alan Hale : Bartholomew Hockings
- Virginia Howell : Abigail Crakstone
- William Kent : Sampson Goodfellow
- William Farnum : le gouverneur Bellingham
- Betty Blythe : l'aubergiste
- Al O. Henderson : Maître Wilson
- Jules Cowles : le bedeau
- Shirley Jean Rickert : Humility Crakstone
- Flora Finch : Faith Bartle, la commère
- Iron Eyes Cody : un indien